# Phantom of the Paradise
Phantom of the Paradise is een Amerikaanse muziekfilm uit 1974. Deze film is geregisseerd door Brian De Palma en is een rockopera gebaseerd op het verhaal van Faust.

## Verhaal
De jonge componist Winslow Leach (Finley) schreef naar de legende van Faust een rock-musical. Hij presenteert zijn werk aan de platenmagnaat Swan (Williams) die onmiddellijk merkt dat hij een geniale compositie in handen heeft. Hij zorgt ervoor dat de jonge toondichter wegens drugsgebruik achter de tralies verdwijnt. Nu kan hij het oeuvre als een eigen schepping aan de wereld presenteren. Leach verzint een plan om wraak te nemen op Swan en zijn rockpaleis, The Paradise, en wordt de Phantom.

## Rolverdeling
| Acteur                | Personage                                                                          |
| --------------------- | ---------------------------------------------------------------------------------- |
| Paul Williams         | Swan                                                                               |
| William Finley        | Winslow Leach / The Phantom                                                        |
| Jessica Harper        | Phoenix                                                                            |
| George Memmoli        | Arnold Philbin                                                                     |
| Gerrit Graham         | Beef                                                                               |
| Raymond Louis Kennedy | Beef (zangstem)                                                                    |
| Archie Hahn           | Bandlid The Juicy Fruits / The Beach Bums / The Undead                             |
| Jeffrey Comanor       | Bandlid The Juicy Fruits / The Beach Bums / The Undead                             |
| Peter Elbling         | Bandlid The Juicy Fruits / The Beach Bums / The Undead (vermeld als Harold Oblong) |
| Rod Serling           | Verteller (alleen stem)                                                            |
| Angelyne              | Auditant zangeres (onvermeld)                                                      |

## Nominaties
| Jaar | Prijs                                      | Genomineerde(n) | Uitslag     |
| ---- | ------------------------------------------ | --------------- | ----------- |
| 1975 | Golden Globe Award for Best Original Score | Paul Williams   | Genomineerd |